# توبياس دانتزغ
توبياس دانتزغ (/ˈdæntsɪɡ/ ؛ 19 فبراير 1884-9 أغسطس 1956) كان عالم رياضيات أمريكي، وهو والد جورج دانتزغ، ومؤلف Number: The Language of Science (A critical survey written for the cultured non-mathematician) (1930) و Aspects of Science(نيويورك ، ماكميلان ، 1937).

## سيرة شخصية
وُلِد في شياولياي (كانت وقتها تابعة للإمبراطورية الروسية، والآن جزء من ليتوانيا) لعائلة شموئيل دانتزغ "Shmuel Dantzig" (؟ -1940) وغوتا ديمان "Guta Dimant" (1863-1917)، ونشأ في وودج ودرس الرياضيات مع هنري بوانكاريه في باريس. قتل النازيون أخاه ياكوب "Jacob" (1891-1942) في الهولوكوست. كان لديه أيضًا شقيق يدعى نفتالي "Naftali" (عاش في موسكو) وأخت تدعى إيما "Emma".
تزوج توبياس زميلته في جامعة السوربون، أنيا أوريسون "Anja Ourisson"، وهاجرا عام 1910 للولايات المتحدة. عمل لبعض الوقت كحطاب وعامل طرق ونقاش في ولاية أوريجون، حتى عاد للأوساط الأكاديمية بتشجيع من عالم الرياضيات في كلية ريد فرانك جريفين "Frank Griffin". حصل دانتزغ على درجة الدكتوراه. في الرياضيات من جامعة إنديانا عام 1917، بينما كان يعمل مدرسًا هناك. دَرَّسَ فيما بعد في جامعة جونز هوبكنز وجامعة كولومبيا وجامعة ماريلاند.
توفي في لوس أنجلوس عام 1956.

## قائمة منشورات جزئية
- Number: The Language of Science (1930);[7] reprint of 4th edition. Penguin. 2007. ISBN:9780452288119. مؤرشف من الأصل في 2023-04-03.Penguin. 2007. ISBN 9780452288119.
- Aspects of Science (1937)
- Henri Poincaré, Critic of Crisis: Reflections on His Universe of Discourse (1954)
- The Bequest of the Greeks (1955); Dantzig، Tobias (2006). Dover reprint. ISBN:9780486453477. مؤرشف من الأصل في 2024-03-14.Dover reprint. ISBN 9780486453477.

## روابط خارجية
- Tobias Dantzig at the Mathematics Genealogy Project